# Camillo Rama
Camillo Rama (Brescia, 1586 - vers 1627) est un peintre Italien, qui fut actif dans sa ville natale.

## Biographie
Camillo Rama fut l'élève de Palma le Jeune ; il réalisa plusieurs retables à Brescia. Il a aussi travaillé pour le réfectoire des carmélites, et pour les églises de S. Gioseffo et S. Francesco. En 1610, il a aussi peint pour les chambres du Palazzo del Capitano à Brescia.

## Œuvres
- Le martyre de Saint-Vigile (il martirio di San Vigilio), fresque de l'église San Giorgio de Bagolino ;
- L'Ascension (l'Assunzione), fresque de l'église San Giorgio de Bagolino ;
- Saint-Georges tuant le dragon (San Giorgio che uccide il drago), fresque de l'église San Giorgio de Bagolino ;